# Isabel de Iorque, Duquesa de Suffolk
Isabel de Iorque (Ruão, 22 de abril de 1444 – Wingfield, entre 7 de janeiro de 1503 e 3 de maio de 1504) foi uma nobre inglesa. Ela foi duquesa de Suffolk como a segunda esposa de João de la Pole, 2.º Duque de Suffolk, além de ser irmã dos reis ingleses, Eduardo IV e Ricardo III.

## Família
Isabel foi a terceira filha e sexta criança nascida de Ricardo, 3.º Duque de Iorque e de Cecília Neville. Ela foi batizada em 22 de setembro de 1444, em Ruão.
Os seus avós paternos eram Ricardo de Conisburgh, 3.º Conde de Cambridge e Ana de Mortimer. Os seus avós maternos eram Ralf de Neville, 1.º Conde de Westmorland e Joana Beaufort, Condessa de Westmorland. O seu avô paterno, Ricardo, era neto do rei Eduardo III de Inglaterra e de Filipa de Hainault, através de seu pai, Edmundo de Langley, duque de Iorque e conde de Cambridge. Já sua avó materna era filha de João de Gante, outro filho de Eduardo III.
Ela teve doze irmãos mais velhos, mas apenas seis sobreviveram à infância: Ana, esposa de Henrique Holland, 3.º Duque de Exeter; o rei Eduardo IV, marido de Isabel Woodville; Edmundo, conde de Rutland que morreu, aos 17 anos, na Batalha de Wakefield; Margarida, esposa de Carlos, Duque da Borgonha; Jorge, Duque de Clarence, casado com a prima Isabel Neville, que foi executado pelo irmão, Eduardo, após se voltar contra ele durante a Guerra das Rosas, e o rei Ricardo III, o último da Dinastia Plantageneta, casado com a irmã de Isabel, Ana Neville.

## Biografia
Não se sabe ao certo quando Isabel se casou com João de la Pole, mas, deve ter acontecido entre 1 de fevereiro de 1458 a agosto de 1461. João era o filho mais velho de Guilherme de la Pole, 1.º Duque de Suffolk e de Alice Chaucer, neta do poeta Geoffrey Chaucer e de sua esposa, Philippa Roet, que era irmã de Catarina Swynford, bisavó materna de Isabel; portanto, Isabel e João eram primos distantes. O futuro duque de Suffolk já havia sido casado uma vez antes, com Margarida Beaufort, que foi mãe do rei Henrique VII pelo seu segundo casamento com Edmundo Tudor.
O sogro dela, Guilherme, serviu como o poder por detrás do trono para o rei Henrique VI de Inglaterra, de 1447 a 1450. Durante o seu governo, a Inglaterra perdeu quase todas as terras no norte da França adquiridas na Idade Média nos séculos anteriores, durante o final da Guerra dos Cem Anos. Considerado culpado, o então duque de Suffolk foi aprisionado na Torre de Londres, e perdeu suas terras e título. Portanto, quando Guilherme foi executado em 1450, seu filho, não sucedeu ao ducado. 
Em 1461, João de la Pole serviu como Lord High Steward na coração do cunhado, Eduardo IV. No mesmo ano, Isabel foi aceita na Fraternidade de São Nicolau, em Londres. O casal morava em Wingfield, em Suffolk, e teve doze filhos.
Apenas em 1463, o marido de Isabel teve restaurado a sua sucessão ao título pelo cunhado, Eduardo IV. Em 1465, o duque carregou o cetro na coroação de Isabel Woodville. Ainda naquele ano, o baronato de la Pole foi revertido à ele, e ele provavelmente se tornou senhor de la Pole. 
João participou da expedição do rei até a França, em 1475.  Apesar de o duque de Suffolk ter sido nomeado Tenente da Irlanda, no ano de 1478, ele nunca assumiu o cargo.
Em dezembro de 1479 e junho de 1480, Isabel e o marido receberam licenças Mãos-mortas para presentes para a Capela de São Jorge, em Westminster. 
João carregou o cetro com uma pomba na coroação do rei Ricardo III, em 1483. Após a Batalha de Bosworth Field no qual Ricardo III foi morto, o duque rapidamente jurou lealdade ao novo rei, Henrique VII, e como recompensa, tornou-se o novo condestável do Castelo de Wallingford.
Novamente, João participou carregando o cetro em uma coração, desta vez da sobrinha da esposa, Isabel de Iorque, em 1487.
João morreu em 1492. A duquesa viúva costumava ir visitar a irmã, Margarida, na Borgonha.
Isabel não se casou novamente, e faleceu cerca de 11 ou 12 anos depois, em 1503 ou 1504, tendo sido enterrada no Cemitério da Igreja de São André, em Wingfield, mesmo local de enterro do marido.

## Descendência
- João de la Pole, Conde de Lincoln (1462 – 16 de junho de 1487)[7] foi criado conde de Lincoln em 1467, e declarado herdeiro presuntivo ao trono da Inglaterra pelo tio, Ricardo III, em maio de 1485. Foi casado com Margarida FitzAlan, com quem teve um filho, Eduardo, que morreu jovem. No entanto, foi morto na Batalha de Stoke Field, lutando contra o novo rei, Henrique VII;
- Edmundo de la Pole, 3.º Duque de Suffolk (26 de fevereiro de 1470 ou 1471 - 4 de maio de 1513)[8] sucessor do pai por um breve período, e depois de entregar o ducado, foi conde de Suffolk até tê-lo confiscado. Foi casado com  Margarida Scrope, com quem teve uma filha, Isabel, que foi freira em Aldgate, em Londres. Acabou sendo executado por Henrique VII ao tentar reivindicar o trono pela linhagem materna;
- Doroteia (n. 1472);
- Isabel (1473 - 1495), foi esposa de Henrique Lovel, Senhor Morley
- Humberto (1 de agosto de 1474 - antes de 15 de fevereiro de 1513)[9] foi prebendário na Catedral de São Paulo, e depois se tornou reitor em Hingham, em Norfolk;
- Catarina (1477 - antes de 1512), foi esposa de Guilherme Stourton, 5.º Barão Stourton;
- Godofredo (1478 - 1499);
- Guilherme (1478 - 20 de novembro de 1539)[10] assim como os irmãos, teve suas terras confiscadas assim, e foi preso na Torre de Londres, onde veio a falecer. Foi casado com Catarina Stourton;
- Ana (1479 - 1495);
- Ricardo (1480 - 24 de fevereiro de 1525) foi pretendente ao título de duque de Suffolk e ao trono inglês. Foi morto na Batalha de Pavia lutando ao lado do rei Francisco I de França. Não se casou, mas teve uma filha ilegítima, Margarida de la Pole, que foi dama de companhia de Margarida de Angolema, rainha de Navarra;
- Eduardo (6 de janeiro de 1484 - 8 de outubro de 1485);
- Filha de nome desconhecido, que morreu jovem.